# Schweizer Hip-Hop
Schweizer Hip-Hop ist kein Hip-Hop-Genre, sondern ein Terminus, der die gesamte Hip-Hop-Musik der Schweiz in all ihren Sprachen und Dialekten abdeckt.

## Anfänge
Die ersten schweizerdeutschen Rapper schrieben ihre Texte anfänglich in englischer Sprache, aber nach dem zweisprachigen Lied «Murder by Dialect» von P-27 und Black Tiger wechselten die Rapper zu ihren einheimischen, schweizerdeutschen Dialekten. Rapper aus dem französischsprachigen Teil (wo die traditionellen Dialekte überwiegend ausstarben) und aus dem italienischsprachigen Teil (wo Dialekte und Standarditalienisch üblicherweise frei vermischt wird) rappen in den Standardsprachen.
Spätestens seit die Bündner Musikgruppe Liricas Analas im Jahre 2004 in Erscheinung trat, ist nun auch die vierte Landessprache Rätoromanisch fest im Schweizer Hip-Hop verankert. Ihre drei bisher erschienenen Alben zeigen, dass Rap-Musik – auch in einer Sprache, die nur wenige Schweizer verstehen – eine grosse Hörerschaft finden kann.

## Besonderheiten
Das Besondere am Deutschschweizer Hip-Hop ist, dass es nicht in einer «festen» Sprache gerappt wird, sondern in dem Dialekt oder der Sprache, den der Rapper spricht. Das ist ein Vorteil für den Rapper, da er eigene Wörter benutzen kann, die sich z. B. besser reimen lassen. In der Romandie wird normalerweise auf Französisch gerappt (z. B. Stress), im Tessin auf Italienisch. Rappen auf Hochdeutsch ist eher unüblich, die Basler Pioniere P-27 bedienten sich allerdings neben dem Englischen und des Dialekts auch der Standardsprache, und Zora rappte gar ein ganzes Album auf Hochdeutsch.
Einige rappen auch in der Sprache ihrer Eltern, so etwa Makale, die auf Türkisch rappen; Zako, der auf Italienisch rappt oder die Underclassmen, die auf Englisch rappen.
Der Report des European Music Office in Music on Europe meinte, dass die Schweizer Hip-Hop-Szene «teilweise innovativ und fortgeschritten ist», vor allem Unik Records (das erste europäische Indie-Rap Label).